# Zuurzak
De zuurzak (Annona muricata), ook wel graviola, guyabano of guanábana genoemd, is een plant uit de familie Annonaceae.
Het is een groenblijvende, diep vertakte, tot 10 meter hoge boom met roestkleurig behaarde jonge takken. De ovaalvormige, gaafrandige bladeren staan uitgespreid en zijn tot 7 × 20 cm groot en hebben een 1 cm grote bladsteel. Van boven zijn de bladeren donkergroen en glanzend en van onderen lichter groen en dof.

## Bloem
De tweeslachtige bloemen groeien aan korte stelen, solitair of in paren aan de stam of aan dikke takken.

## Vrucht
De verzamelvrucht van de zuurzak is licht afgeplat, peervormig en vaak gekromd. Hij wordt tot 20 × 35 cm groot en 6 kg zwaar. De donkergroene, wittig-groen gespikkelde schil vertoont een ruitjespatroon; ieder ruitje draagt een zachte tot 1 cm lange kegelvormige, gebogen stekel. Het vruchtvlees is sneeuwwit, volrijp zeer zacht, vezelig-pappig, sappig en zoetzuur van smaak. Aan de lucht blootgesteld wordt het vruchtvlees snel bruin. De vruchten bevatten vele 1 × 2 cm grote zaden.

## Productie
De zuurzak wordt vaak gebruikt om frisdrank en ijs van te maken.
De zuurzak komt van nature voor in het Caribisch gebied en in Centraal-Amerika. De plant wordt wereldwijd veel in de tropen verbouwd.
De hele vrucht wordt in Nederland ook wel op markten aangeboden.

## Medicinaal gebruik
De bladeren van de zuurzak worden traditioneel gebruikt als medicijn tegen hoge bloeddruk.
Een studie uit 2011 op muizen zou hebben aangetoond dat extracten van deze vrucht een gunstig effect hebben tegen borstkanker.
Anderzijds is er een verband aangetoond met het veroorzaken van atypische vorm van de ziekte van Parkinson en het nuttigen van de zuurzakvrucht. Dit zou verklaard kunnen worden door de aanwezigheid van annonacine in zuurzak, wat een zeer sterke complex 1-remmer is van de mitochondriën.

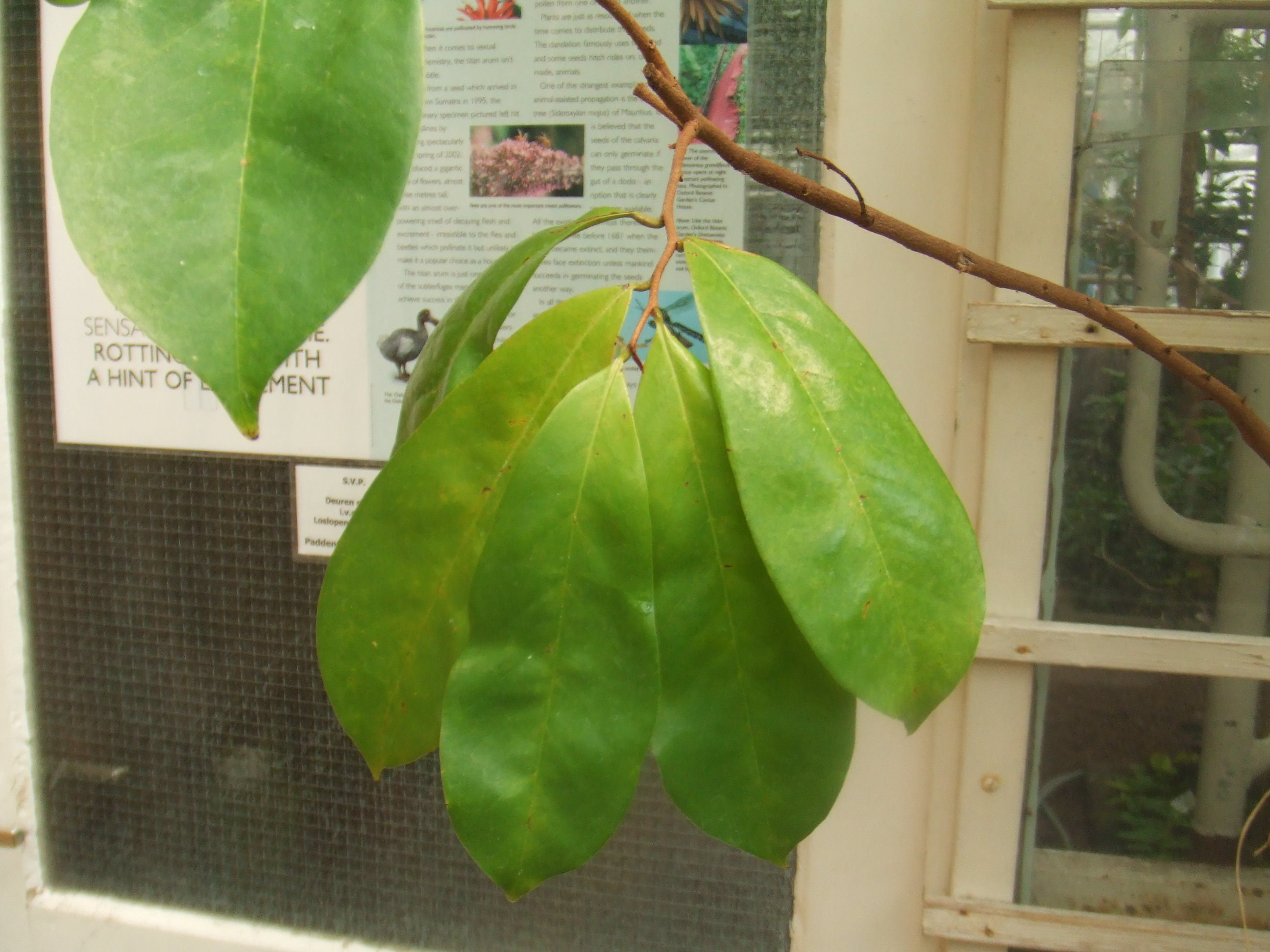
Bladeren
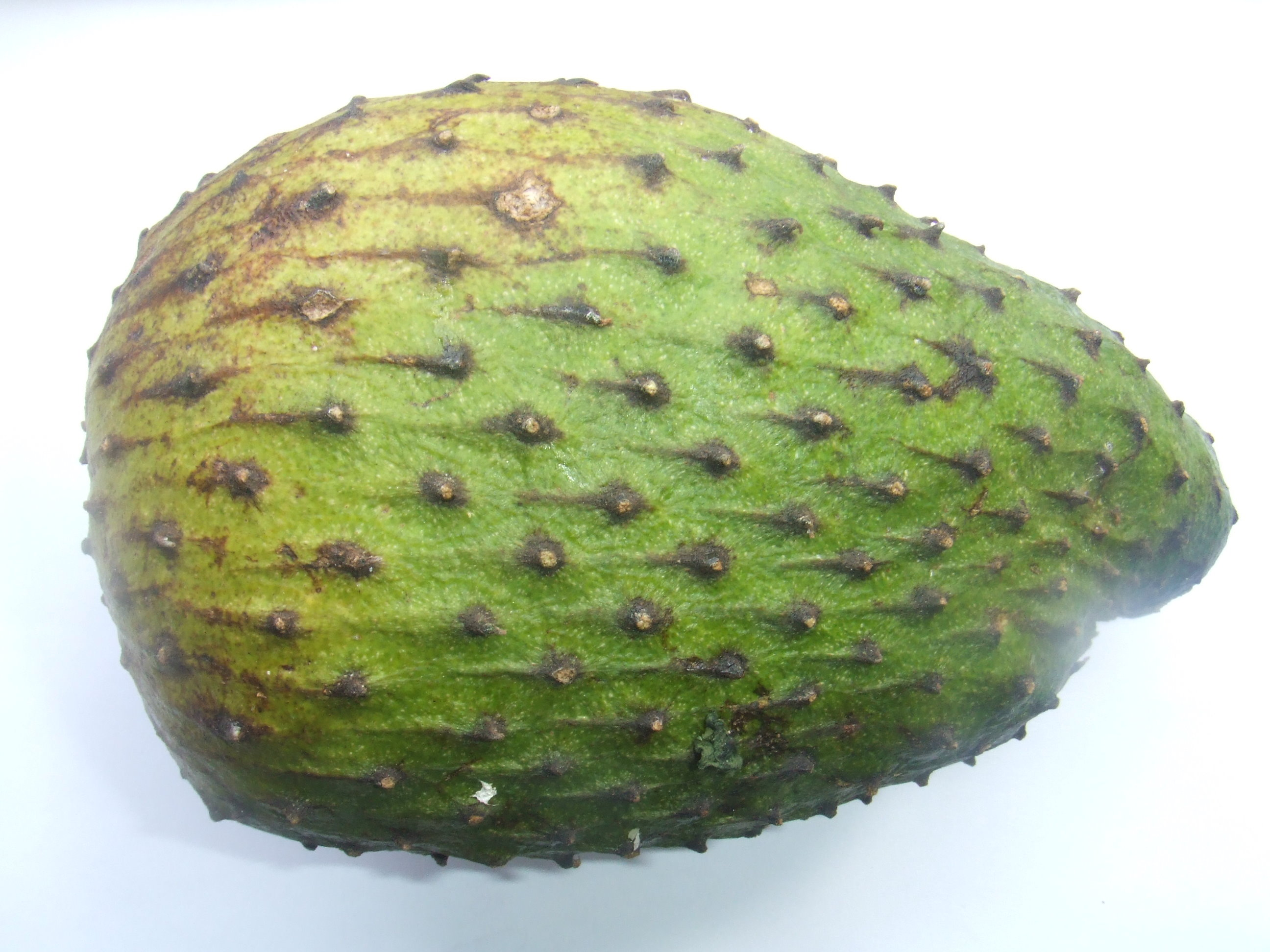
Vrucht
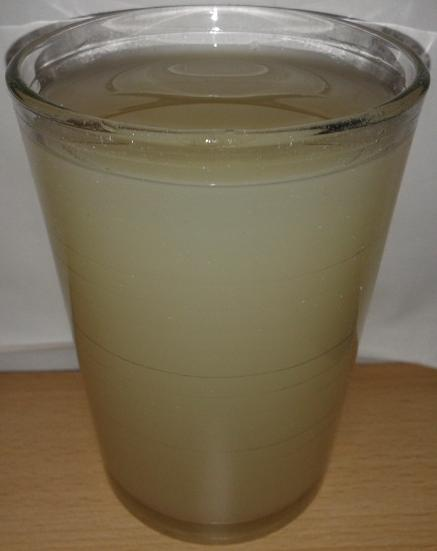
Glas sap

... · 
A. ×atemoya (Atemoya) · 
A. cherimola (Cherimoya) · 
A. montana (Bergzuurzak) · 
A. muricata (Zuurzak) · 
A. purpurea (Soncoya) · 
A. squamosa (Zoetzak) · 
A. reticulata (Custardappel) · 
...